# Hedda Berwald
Ej att förväxla med pianisten Hedvig Berwald (1816–1897).
Hedvig (Hedda) Eleonora Berwald, gift Sack, född 17 september 1824 i Stockholm, död 5 februari 1880 i Tyska Sankta Gertruds församling i Stockholm, var en svensk konsertsångerska.
Berwald var dotter till Johan Fredrik Berwald och Mathilda Berwald i tyska musiksläkten Berwald. Hon utbildades av sång modern tillsammans med sina systrar Fredrique Berwald och Julie Berwald; hon och systern Julie hade också ett intyg i sång från komponisten Spontini, av vilken de alltså borde ha undervisats.
Hon utgjorde med systrarna en känd sångtrio och uppträdde tillsammans med dem i Finland (1842), Köpenhamn (1844) och i Berlin till en orkester dirigerad av Wagner (1847), och var i Stockholm uppskattade för sina tolkningar av folkvisor för damtrio.
Hon avslutade sin karriär när hon år 1850 gifte sig med den tyske cellisten Theodor Sack, som var anställd i Hovkapellet. Makarna hade ett brett sällskapsliv och hemmet frekventerades av musikaliska kretsar.